# Área metropolitana de Colorado Springs
El Área Estadística Metropolitana de Colorado Springs es un Área Estadística Metropolitana (MSA) centrada en la ciudad homónima, en Colorado, Estados Unidos; definida como tal por la Oficina del Censo de los Estados Unidos. Su población según el censo de 2010 es de 647.758 de habitantes.

## Composición
El área metropolitana está compuesta por los siguientes condados:
| Condado            | Población (2010) |
| ------------------ | ---------------- |
| Condado de El Paso | 622.371          |
| Condado de Teller  | 25.387           |
| Total              | 647.758          |

## Ciudades y pueblos del área metropolitana
| Posición | Nombre                         | Población (2010) |  |
| -------- | ------------------------------ | ---------------- |  |
| 1        | Ciudad de Colorado Springs     | 416,427          |  |
| 2        | Security-Widefield             | 32,882           |  |
| 3        | Ciudad de Fountain             | 25,846           |  |
| 4        | Cimarron Hills                 | 16,161           |  |
| 5        | Fort Carson                    | 13,813           |  |
| 6        | Black Forest                   | 13,116           |  |
| 7        | Woodmoor                       | 8,741            |  |
| 8        | Ciudad de Woodland Park        | 7,200            |  |
| 9        | Stratmoor                      | 6,900            |  |
| 10       | Air Force Academy              | 6,680            |  |
| 11       | Gleneagle                      | 6,611            |  |
| 12       | Town of Monument               | 5,530            |  |
| 13       | Ciudad de Manitou Springs      | 4,992            |  |
| 14       | Pueblo de Palmer Lake          | 2,240            |  |
| 15       | Cascade-Chipita Park           | 1,655            |  |
| 16       | Ciudad de Cripple Creek        | 1,189            |  |
| 17       | Ellicott                       | 1,131            |  |
| 18       | Pueblo de Calhan               | 780              |  |
| 19       | Pueblo de Green Mountain Falls | 773              |  |
| 20       | Ciudad de Victor               | 397              |  |
| 21       | Peyton                         | 250              |  |
| 22       | Midland                        | 156              |  |
| 23       | Divide                         | 127              |  |
| 24       | Pueblo de Ramah                | 123              |  |
| 25       | Florissant                     | 104              |  |
| 26       | Rock Creek Park                | 58               |  |
| 27       | Goldfield                      | 49               |  |
|          | TOTAL                          | 573,931          |  |